# Boigneville
Boigneville és un municipi francès, situat al departament d'Essonne i a la regió de l'Illa de França.
Forma part del cantó de Mennecy, del districte d'Évry i de la Comunitat de comunes des 2 Vallées.